# Róbinson Zapata
Róbinson Zapata Montaño (Florida, Colombia; 30 de septiembre de 1978) es un exfutbolista colombiano. Jugaba de portero y se retiró en Jaguares de Córdoba de Colombia. Fue internacional con la selección de su país en la que recibió 9 goles en un partido preolímpico y ser expulsado en Copa America.

## Trayectoria como jugador

### Inicios
Zapata comenzó su carrera en Colombia con América de Cali y Real Cartagena.

### Etapa en Argentina
En 2004 se fue a Argentina y en su paso fichó por Rosario Central, Independiente y Belgrano.

### La Serena y Cúcuta Deportivo
En 2006 actuó para La Serena de Chile antes de regresar a Colombia para jugar con el Cúcuta Deportivo.
En el primer semestre del año 2007 el jugador se desempeñó en el Cúcuta Deportivo de Colombia, donde alcanzó la semifinal de la Copa Libertadores de América, instancia que ya había alcanzado con el América de Cali en el año 2003.

### Steaua Bucurest
El 23 de julio de 2007 Firma un contrato de cuatro años con Steaua Bucurest de Rumania donde jugó hasta 2010.
Con este club disputaría 110 partidos oficiales (85 por liga, 24 por copas internacionales y 1 por copa nacional) dejando una gran imagen en el equipo.

### Galatasaray
Para el 2011 llega al Galatasaray de Turquía con el que disputa la Champions League, participando en doce partidos del torneo continental. Es el octavo colombiano con más partidos en el torneo más importante de Europa.

### Deportivo Pereira
En 2011, regresa a Colombia y juega en el Deportivo Pereira equipo que desciende a la segunda división.

### Águilas Doradas
A comienzos del 2012 se vincula al Águilas Doradas de Colombia se mantiene allí hasta fines del 2012.

### Millonarios
Luego se confirma su vinculación a Millonarios en el 2013.

### Santa Fe

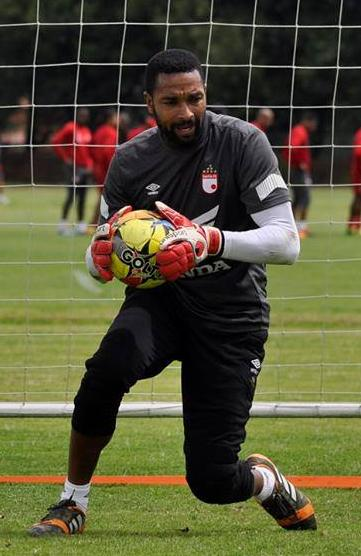
Róbinson entrenando con Santa Fe.

Para el 2014 refuerza al otro club capitalino de Colombia. Marcó su sexto gol como profesional de tiro penal en las semifinales de la Copa Colombia 2015 dándole la victoria a su equipo 3-1 y en el global 3-2 sobre Once Caldas. Ya había marcado anteriormente cuando militaba con el América de Cali, y el Real Cartagena.
Obtuvo el campeonato de la Copa Sudamericana 2015, la final se disputó a través de tanda de penales en donde atajó un penal. El 10 de agosto de 2016 se coronó campeón de la Copa Suruga Bank 2016 con el cuadro cardenal. El partido jugado en la ciudad de Kashima, Japón, finalizó 1-0 a favor de los colombianos, quienes vencieron al campeón japonés Kashima Antlers. Zapata atajó penal en el minuto 83 del encuentro. Jugó la Copa Sudamericana 2017 donde fue eliminado en octavos de final por Libertad. Zapata dejaría a Santa Fe siendo considerado por muchos como uno de los arqueros más importantes en la historia del club, teniendo su espacio en la tribuna lateral sur del Estadio El Campín.

### Jaguares de Córdoba
En 2020 llega a Jaguares de Córdoba como uno de los grandes refuerzos, a pesar de su experiencia y recorrido no logró obtener un buen rendimiento con el equipo y al final del año no sería renovado y posteriormente se retiraría del fútbol.

## Dirección técnica

### Santa Fe
El 7 de abril de 2021, regresa a Santa Fe en el rol de preparador de arqueros.
El 26 de febrero de 2025, es nombrado en dupla técnica interina junto con Francisco López en Santa Fe. Hasta el 30 de marzo de 2025, cuando asume en propiedad el uruguayo Jorge Bava.

## Selección nacional
El 7 de julio de 2007 representó a Colombia en la Copa América 2007 contra EE. UU., pero fue expulsado en el minuto 86 después de ser amonestado dos veces. Su reemplazo en el arco fue el delantero Hugo Rodallega. También hizo parte del combinado que representó al país en la Copa América Centenario 2016. Fue titular en el tercer juego de la fase de grupos contra Costa Rica, partido en el que la tricolor caería derrotada 3-2. Y también participó siendo suplente en las Eliminatorias a Sudáfrica 2010, Brasil 2014 y Rusia 2018.
También es recordado por haber sido el arquero titular de Colombia en el torneo preolímpico de Sídney disputado en Brasil en 2000. El 30 de enero de 2000 la selección de Colombia jugaba su último partido contra los anfitriones y su técnico Javier Álvarez alineó a los suplentes diciendo que "era imposible quedar eliminados" ya que solo con un resultado de 6-0 dejarían de avanzar al cuadrangular final, pero para su sorpresa esa tarde Colombia perdió 9-0 con 4 goles de Ronaldinho. Zapata recuerda la experiencia diciendo que todavía recibe "uno que otro insulto por aquella tarde en Londrina".

### Participaciones enCopas América
| Torneo                  | Sede                   | Resultado              | PJ | GR | VI |
| ----------------------- | ---------------------- | ---------------------- | -- | -- | -- |
| Copa América 2007       | Venezuela              | Fase de grupos         | 1  | 0  | 1  |
| Copa América Centenario | Estados Unidos         | Tercer lugar           | 1  | -3 | 0  |
| Total en Copas América  | Total en Copas América | Total en Copas América | 2  | -3 | 1  |

### Participaciones enEliminatorias al Mundial
| Eliminatoria                            | Sede del Mundial       | Posición               | Resultado   | PJ                                | GR | VI |
| --------------------------------------- | ---------------------- | ---------------------- | ----------- | --------------------------------- | -- | -- |
| Eliminatorias Mundial de Sudáfrica 2010 | Sudáfrica              | 7°lugar 23pts          | Eliminado   | 0 (5 convocatorias como suplente) | 0  | 0  |
| Eliminatorias Mundial de Brasil 2014    | Brasil                 | 2°lugar 30pts          | Clasificado | 0 (3 convocatorias como suplente) | 0  | 0  |
| Eliminatorias Mundial de Rusia 2018     | Rusia                  | 4°lugar 27pts          | Clasificado | 0 (6 convocatorias como suplente) | 0  | 0  |
| Total en Eliminatorias                  | Total en Eliminatorias | Total en Eliminatorias | 2/3         | 0                                 | 0  | 0  |

## Clubes

### Como jugador
| América de Cali · Colombia | 1.ª           | 1998          | 19  | 0 | -  | - | 4  | 0 | 23  | 0 |
| América de Cali · Colombia | 1.ª           | 1999          | 17  | 0 | -  | - | 4  | 0 | 21  | 0 |
| América de Cali · Colombia | 1.ª           | 2000          | 1   | 0 | -  | - | 4  | 0 | 5   | 0 |
| Real Cartagena · Colombia | 1.ª           | 2001          | 43  | 0 | -  | - | -  | - | 43  | 0 |
| Real Cartagena · Colombia | 1.ª           | 2002          | 43  | 4 | -  | - | -  | - | 43  | 4 |
| Real Cartagena · Colombia | Total club    | Total club    | 86  | 4 | 0  | 0 | 0  | 0 | 86  | 4 |
| América de Cali · Colombia | 1.ª           | 2003          | 33  | 2 | -  | - | 9  | 0 | 42  | 2 |
| América de Cali · Colombia | 1.ª           | 2004          | 21  | 1 | -  | - | -  | - | 21  | 1 |
| América de Cali · Colombia | Total club    | Total club    | 91  | 3 | 0  | 0 | 21 | 0 | 112 | 3 |
| Rosario Central Argentina | 1.ª           | 2004          | 1   | 0 | -  | - | -  | - | 1   | 0 |
| Rosario Central Argentina | Total club    | Total club    | 1   | 0 | 0  | 0 | 0  | 0 | 1   | 0 |
| Independiente de Avellaneda Argentina | 1.ª           | 2005          | 0   | 0 | -  | - | -  | - | 0   | 0 |
| Independiente de Avellaneda Argentina | Total club    | Total club    | 0   | 0 | 0  | 0 | 0  | 0 | 0   | 0 |
| Belgrano de Córdoba Argentina | 2.ª           | 2005          | 25  | 0 | -  | - | -  | - | 25  | 0 |
| Belgrano de Córdoba Argentina | Total club    | Total club    | 25  | 0 | 0  | 0 | 0  | 0 | 25  | 0 |
| Deportes La Serena · Chile | 1.ª           | 2006          | 0   | 0 | -  | - | -  | - | 0   | 0 |
| Deportes La Serena · Chile | Total club    | Total club    | 0   | 0 | 0  | 0 | 0  | 0 | 0   | 0 |
| Cúcuta Deportivo · Colombia | 1.ª           | 2006          | 23  | 0 | -  | - | -  | - | 23  | 0 |
| Cúcuta Deportivo · Colombia | 1.ª           | 2007          | 24  | 0 | -  | - | 12 | 0 | 36  | 0 |
| Cúcuta Deportivo · Colombia | Total club    | Total club    | 47  | 0 | 0  | 0 | 12 | 0 | 59  | 0 |
| Steaua de Bucarest · Rumania | 1.ª           | 2007-08       | 33  | 0 | -  | - | 9  | 0 | 42  | 0 |
| Steaua de Bucarest · Rumania | 1.ª           | 2008-09       | 33  | 0 | -  | - | 8  | 0 | 41  | 0 |
| Steaua de Bucarest · Rumania | 1.ª           | 2009-10       | 19  | 0 | 1  | 0 | 8  | 0 | 28  | 0 |
| Steaua de Bucarest · Rumania | Total club    | Total club    | 85  | 0 | 1  | 0 | 25 | 0 | 111 | 0 |
| FCSB II · Rumania | 2.ª           | 2010-11       | 6   | 0 | -  | - | -  | - | 6   | 0 |
| FCSB II · Rumania | Total club    | Total club    | 6   | 0 | 0  | 0 | 0  | 0 | 6   | 0 |
| Galatasaray Turquía | 1.ª           | 2011          | 10  | 0 | 2  | 0 | 0  | 0 | 12  | 0 |
| Galatasaray Turquía | Total club    | Total club    | 10  | 0 | 2  | 0 | 0  | 0 | 12  | 0 |
| Deportivo Pereira · Colombia | 1.ª           | 2011          | 18  | 0 | -  | - | -  | - | 18  | 0 |
| Deportivo Pereira · Colombia | Total club    | Total club    | 18  | 0 | 0  | 0 | 0  | 0 | 18  | 0 |
| Águilas Doradas · Colombia | 1.ª           | 2012          | 41  | 0 | 2  | 0 | -  | - | 43  | 0 |
| Águilas Doradas · Colombia | Total club    | Total club    | 41  | 0 | 2  | 0 | 0  | 0 | 43  | 0 |
| Millonarios · Colombia | 1.ª           | 2013          | 11  | 0 | 10 | 0 | 1  | 0 | 22  | 0 |
| Millonarios · Colombia | Total club    | Total club    | 11  | 0 | 10 | 0 | 1  | 0 | 22  | 0 |
| Santa Fe · Colombia | 1.ª           | 2014          | 15  | 0 | 13 | 0 | 0  | 0 | 28  | 0 |
| Santa Fe · Colombia | 1.ª           | 2015          | 11  | 0 | 7  | 1 | 10 | 0 | 28  | 1 |
| Santa Fe · Colombia | 1.ª           | 2016          | 18  | 1 | 2  | 0 | 13 | 0 | 33  | 1 |
| Santa Fe · Colombia | 1.ª           | 2017          | 17  | 0 | 2  | 0 | 0  | 0 | 19  | 0 |
| Santa Fe · Colombia | 1.ª           | 2018          | 18  | 0 | 4  | 0 | 11 | 0 | 33  | 0 |
| Santa Fe · Colombia | 1.ª           | 2019          | 0   | 0 | 0  | 0 | -  | - | 0   | 0 |
| Santa Fe · Colombia | Total club    | Total club    | 79  | 1 | 28 | 1 | 34 | 0 | 141 | 2 |
| Jaguares de Córdoba · Colombia | 1.ª           | 2020          | 20  | 0 | -  | - | -  | - | 20  | 0 |
| Jaguares de Córdoba · Colombia | Total club    | Total club    | 20  | 0 | 0  | 0 | 0  | 0 | 20  | 0 |
| Total carrera | Total carrera | Total carrera | 530 | 8 | 43 | 1 | 93 | 0 | 666 | 9 |
| (1) Incluye datos de la Copa Colombia; Superliga de Colombia.(2) Incluye datos de Copa Merconorte, Champions Legaue/ UEFA Europa Legaue/ Copa Sudamericana / Copa Libertadores / Copa Suruga Bank. |               |               |     |   |    |   |    |   |     |   |

#### Goles anotados
| #   | Fecha                   | Lugar                                  | Rival           | Resultado | Modo  | Torneo             |
| --- | ----------------------- | -------------------------------------- | --------------- | --------- | ----- | ------------------ |
| 1.º | 30 de octubre de 2002   | Estadio Jaime Morón León               | Cortuluá        | 1-0       | Penal | Finalización 2002  |
| 2.º | 3 de noviembre de 2002  | Estadio Pascual Guerrero               | América de Cali | 2-1       | Penal | Finalización 2002  |
| 3.º | 9 de noviembre de 2002  | Estadio Jaime Morón León               | Envigado F. C.  | 2-0       | Penal | Finalización 2002  |
| 4.º | 16 de noviembre de 2002 | Estadio Metropolitano Roberto Melendez | Junior          | 1-2       | Penal | Finalización 2002  |
| 5.º | 16 de mayo de 2004      | Estadio Eduardo Santos                 | Unión Magdalena | 3-2       | Penal | Apertura 2004      |
| 6.º | 16 de octubre de 2015   | Estadio El Campín                      | Once Caldas     | 3-1       | Penal | Copa Colombia 2015 |
| 7.º | 31 de enero de 2016     | Estadio La Independencia               | Boyacá Chicó    | 0-1       | Penal | Apertura 2016      |

#### Selección
| Selección                | Año                      | Partidos | Goles |
| ------------------------ | ------------------------ | -------- | ----- |
| Sub-23                   | 2000                     | 1        | 0     |
| Total                    | Total                    | 1        | 0     |
| Absoluta                 | 2007                     | 3        | 0     |
| Absoluta                 | 2008                     | 1        | 0     |
| Absoluta                 | 2016                     | 1        | 0     |
| Total                    | Total                    | 5        | 0     |
| Total Selección Colombia | Total Selección Colombia | 6        | 0     |

### Como preparador de arqueros
| Equipo              | Periodo            | Periodo  |
| Equipo              | Desde              | Hasta    |
| ------------------- | ------------------ | -------- |
| Santa Fe · Colombia | 7 de abril de 2021 | Presente |

## Palmarés

### Campeonatos nacionales
| Título                | Club             | País     | Año     |
| --------------------- | ---------------- | -------- | ------- |
| Primera A             | América de Cali  | Colombia | 2000    |
| Primera A             | Cúcuta Deportivo | Colombia | 2006-II |
| Primera A             | Santa Fe         | Colombia | 2014-II |
| Superliga de Colombia | Santa Fe         | Colombia | 2015    |
| Primera A             | Santa Fe         | Colombia | 2016-II |
| Superliga de Colombia | Santa Fe         | Colombia | 2017    |

### Campeonatos internacionales
| Título            | Club            | País     | Año  |
| ----------------- | --------------- | -------- | ---- |
| Copa Merconorte   | América de Cali | Colombia | 1999 |
| Copa Sudamericana | Santa Fe        | Colombia | 2015 |
| Copa Suruga Bank  | Santa Fe        | Japón    | 2016 |

### Distinciones individuales
| Distinción                                     | Año  |
| ---------------------------------------------- | ---- |
| Parte del Equipo Ideal de la Copa Sudamericana | 2015 |